# هانس شتارك
هانس شتارك (بالألمانية: Hans Stark)‏ هو سياسي ألماني، ولد في 14 يونيو 1921 في دارمشتات في ألمانيا، وتوفي بنفس المكان في 29 مارس 1991. حزبياً، نشط في الحزب النازي.